# Янушково (Бидґозький повіт)
Янушково (пол. Januszkowo, нім. Johannisthal) — село в Польщі, у гміні Нова-Весь-Велька Бидґозького повіту Куявсько-Поморського воєводства.
Населення — 212 осіб (2011).

## Демографія
Демографічна структура станом на 31 березня 2011 року:
|          | Загалом | Допрацездатний вік | Працездатний вік | Постпрацездатний вік |
| -------- | ------- | ------------------ | ---------------- | -------------------- |
| Чоловіки | 106     | 23                 | 78               | 5                    |
| Жінки    | 106     | 22                 | 67               | 17                   |
| Разом    | 212     | 45                 | 145              | 22                   |